# Odda-processen
Odda-processen är en metod för framställning av fullgödselmedel utvecklad i slutet av 1920-talet och uppkallad efter den norska orten Odda.
I processen behandlas fosfatmaterial med salpetersyra för bildning av nitrofosfater. Gödselmedel framställda på detta sätt blir mera koncentrerade än vid användning av svavelsyra, samt undviker oönskad biproduktion av gips. Genom blandning med kaliumsalter erhålles NPK-gödselmedel.

## Kemiskt förlopp
Processen involverar surgöring av fosfatmineral med salpetersyra för framställning av en blandning av fosforsyra och kalciumnitrat.
Ca3(PO4)2 + 6 HNO3 + 12 H2O → 2 H3PO4 + 3 Ca(NO3)2 + 12 H2O
Blandningen kyls till under 0°C, där kalciumnitrat kristalliserar och kan separeras från fosforsyran.
2 H3PO4 + 3 Ca(NO3)2 + 12 H2O → 2 H3PO4 + 3 Ca(NO3)2.4H2O.
Den resulterande kalksalpetern producerar kvävegödsel. Filtratet består huvudsakligen av fosforsyra med viss salpetersyra och spår av kalciumnitrat, och detta neutraliseras med ammoniak för framställning av ett kombinerat gödselmedel.
Ca(NO3)2 + 4 H3PO4 + 8 NH3 → CaHPO4 + 2 NH4NO3 + 3 (NH4)2HPO4.
Om kaliumklorid eller kaliumsulfat tillsätts, blir resultatet NPK-gödselmedel. Processen var en innovation för att kunna avstå från att använda dyr svavelsyra eller producera gipsavfall.
Det kalciumnitrat som nämnts tidigare, kan upparbetas till  kalciumgödselmedel men ofta omvandlas det till ammoniumnitrat och kalciumkarbonat med hjälp av koldioxid och ammoniak.
Ca(NO3)2 + 2 NH3 + CO2 + H2O → 2 NH4NO3 + CaCO3.
Båda produkterna kan upparbetas tillsammans som ren kvävegödsel.